# 上田市立南小学校
上田市南小学校（うえだしりつ みなみしょうがっこう）は、長野県上田市にある公立小学校。1922年の学区定着から1959年までは旧・上田市地区の市街地南部を学区とし1984年の開校以降は旧・上田市地区の旧小県郡城下村の中之条地区と同郡川辺村の下之条地区・上田原地区南部・同郡泉田村の小泉地区半過地籍を学区としている。

## 概要・歴史
上田市立南小学校は1984年に当時過密状態にあった上田市立城下小学校と上田市立川辺小学校の児童数削減を目的として開校しているが同校は開校以前にも存在していた。（以前も略年表にカウントする。）
初代の上田市立南小学校は1922年に上田市にあった3つの尋常高等小学校の合併により上田市立尋常高等小学校が発足した際旧市立上田男子尋常高等小学校の本校が置かれていた所に設置された同校の尋常科南校がルーツである。1941年に独立して上田市立南尋常小学校となるがすぐに上田市立南国民学校と改称。高等科分置を経て1947年の学制改革により上田市立南小学校となるが初代は上田市街地に校舎を構えていた事から児童数減少により廃校になるという可能性が大であった。そこで上田市立中央小学校と1959年に合併し上田市立清明小学校が発足。同校の南校舎となったが翌年上田市立第二中学校が移転したため姿を消していた。現在の上田市立南小学校は2代目に当たる。初代は児童数減少で消滅したが現代は児童数増加の結果開校と実に対照的である。

## 略年表
出典
1922年（明治11年）以前は上田市立清明小学校を参照されたい。
- 1922年（明治11年） - 市立上田男子尋常高等小学校本校跡に上田市立尋常高等小学校の南校が設置される。
- 1941年（昭和16年） - 上田市立南尋常小学校として独立するがすぐ上田市立南国民学校と改称。
- 1946年（昭和21年） - 上田市立中央国民学校（旧本校・高等小学校→中央尋常高等小学校）から高等科が分置される。
- 1947年（昭和22年） - 学制改革の第1弾6・3制実施により上田市立南小学校と改称。この年開校した上田市立第一中学校が併設される。
- 1948年（昭和23年） - 上田市立第一中学校が上田市立商工学校併設中学校敷地に移転したため小学校単独に戻る。
- 1959年（昭和34年） - 上田市立中央小学校と合併し上田市立清明小学校と改称し消滅した。
- 1984年（昭和59年）
  - 4月1日 - 上田市立城下小学校と上田市立川辺小学校の過密解消を目的に中之条地籍に開校。25年ぶりに復活。
  - 4月3日 - 開校式挙行。
  - 6月7日 - 屋内運動場（体育館）完成。
  - 7月3日 - プール完成。
- 1985年（昭和60年）10月16日 - 校歌制定発表会開催。
- 1986年（昭和61年）
  - 1月10日 - 農具室完成。
  - 10月20日 - 校歌制定1周年記念。
- 1993年（平成5年）
  - 6月3日 - プレーコート完成。
  - 11月7日 - 創立10周年行事実施。
- 1994年（平成6年）6月12日 - コンピューター室完成。
- 1995年（平成7年）7月 - 理科室北物置設置（塩尻小より）。
- 1996年（平成8年） - PTA人権委員会設置。母親委員会設置（学級副会長により構成）。学校開放。焼却炉を1基増設。
- 1997年（平成9年）4月1日 - なかよし2組学級開設。
- 1998年（平成10年）
  - 1月31日 - PTA組織を変更（委員を支部と学級両方から選出）。　
  - 2月1日 - 焼却炉使用禁止により、ゴミ回収開始。
  - 8月21日 - 創立15周年記念航空写真撮影実施。
  - 12月18日 - 体育館南側にゴミ収集庫設置。
- 1999年（平成11年）4月17日 - 「おやじの会」発足。
- 2001年（平成13年）4月1日 - 学校評議制度発足。
- 2002年（平成14年） 4月1日 - 完全学校週5日制の実施。
- 2003年（平成15年）
  - 5月28日 - 創立20周年航空写真撮影実施。
  - 11月21日 - 創立20周年記念講演会開催。
- 2005年（平成17年）
  - 10月 - 粘土釜と焼成小屋設置。同月、学校安全対策会議開催。
  - 12月 - 木製椅子机組み立て使用開始。
- 2006年（平成18年） - 校庭築山完成。市幼年教育指定校。安心・安全コンサート開催。
- 2007年（平成19年）5月11日 - 集中日本語教室「にじのかけはし」開室。
- 2008年（平成20年）
  - 5月28日 - 創立25周年航空写真撮影。
  - 7月9日 - 粘土釜を新しい電気炉に更新。
- 2009年（平成21年）
  - 4月1日 - 特別支援学級1学級増（あおぞら2組）。
  - 同年内 - スタジオを学級増のため改修。
- 2010年（平成22年）4月1日 - 特別支援学級1学級増（たいよう2組）。
- 2011年（平成23年）4月1日 - 特別支援学級1学級減（あおぞら2組）。
- 2012年（平成24年）4月2日 - 特別支援学級1学級増（あおぞら2組）。

## 学校所在地
※　初代は現在の上田市立第二中学校所在地にあった。
- 〒386-0034　長野県上田市中之条485番地

## 通学区域と進学先中学校
出典

### 通学区域
- 中之条
- 千曲町
- 半過
- 川辺町(一区、二区)
- 下之条

### 進学先中学校
- 上田市立第四中学校

## アクセス
- 上田市街地循環バス・オレンジバス「浦里・室賀コース」で、「上田しいのみ園前」停留所から、徒歩約370m・約6分。